# Constante de acidez

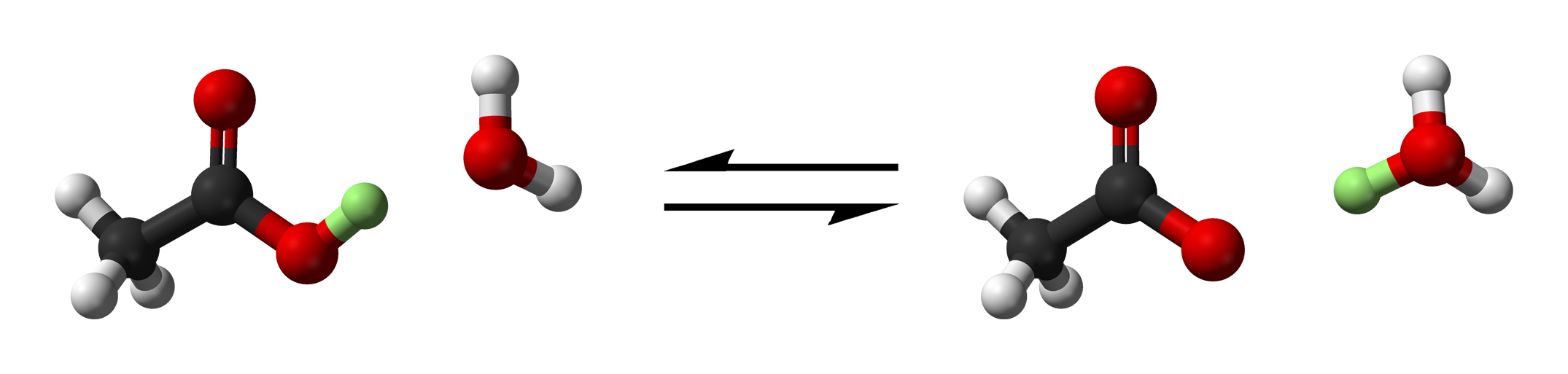
Ácido acético, CH_{3}COOH, um ácido fraco, doa um próton (íon hidrogênio, destacado em verde) à água em uma reação de equilíbrio presultando o íon acetato e o íon hidrônio. Em vermelho, oxigênio, em preto, carbono, em branco, o hidrogênio.

Em química, a constante de acidez Ka, também chamada constante de dissociação ácida  ou constante de ionização ácida, é uma constante de equilíbrio que exprime o grau de dissociação para um dado ácido de Brønsted numa reação de equilíbrio químico.
Tal constante possui definições diferentes para ácidos fortes, moderados e fracos.

## Fundamentos teóricos
Esta constante de dissociação para um ácido é uma consequência direta da termodinâmica subjacente à reação de dissociação; o valor de pKa é directamente proporcional à variação padrão de energia livre de Gibbs para a reacção. O valor de pKa altera-se com a temperatura e pode ser compreendido quantitativamente com base no princípio de Le Chatelier: quando a reacção é endotérmica, Ka aumenta e pKa diminui com o aumento da temperatura; o contrário ocorre nas reações exotérmicas.
O valor de pKa também depende da estrutura molecular do ácido de muitas formas. Por exemplo, Linus Pauling propôs duas regras: uma para o pKa sucessivo dos ácidos polipróticos (ver Ácidos polipróticos abaixo), e outra para estimar o pKa de oxiácidos com base no número de grupos =O e −OH (ver Fatores que afetam os valores de pKa abaixo). Outros fatores estruturais que influenciam a magnitude da constante de dissociação ácida incluem efeitos indutivos, efeitos mesoméricos e ligações de hidrogénio. As equações do tipo Hammett têm sido frequentemente aplicadas para estimar pKa.
O comportamento quantitativo dos ácidos e das bases em solução só pode ser compreendido se os seus valores de pKa forem conhecidos. Especificamente, o pH de uma solução pode ser previsto quando a concentração analítica e os valores de pKa de todos os ácidos e bases são conhecidos; por outro lado, é possível calcular a concentração de equilíbrio de ácidos e bases em solução quando o pH é conhecido. Estes cálculos têm aplicações em muitas áreas da química, biologia, medicina e geologia. Por exemplo, muitos compostos utilizados para medicamentos são ácidos ou bases fracos, e o conhecimento dos valores de pKa, juntamente com o coeficiente de partição octanol-água, pode ser utilizado para estimar a extensão em que o composto entra na corrente sanguínea. As constantes de dissociação ácida são também essenciais na química aquática e na oceanografia química, onde a acidez da água desempenha um papel fundamental. Nos organismos vivos, a homeostasia ácido-base e a cinética enzimática dependem dos valores de pKa dos muitos ácidos e bases presentes na célula e no organismo. Em química, o conhecimento dos valores de pKa é necessário para a preparação de soluções tampão e é também um requisito para a compreensão quantitativa da interacção entre ácidos ou bases e iões metálicos para formar complexos. Experimentalmente, os valores de pKa podem ser determinados por titulação potenciométrica (pH), mas para valores de pKa inferiores a cerca de 2 ou superiores a 11, podem ser necessárias medições espectrofotométricas ou de ressonância magnética nuclear devido a dificuldades práticas com as medições de pH.

## Definição matemática
Dado um ácido fraco {\displaystyle HA}, sua dissolução em água está sujeita a um equilíbrio:
{\displaystyle HA+H_{2}O\leftrightarrow A^{-}+H_{3}O^{+}}
Ou, simplificadamente:
{\displaystyle HA\leftrightarrow A^{-}+H^{+}}
A constante de acidez ou constante de dissociação ácida, {\displaystyle K_{a}}, de HA/A- é definida por:
{\displaystyle K_{a}={\frac {[A^{-}]\cdot \left[{\mbox{H}}_{3}{\mbox{O}}^{+}\right]}{[HA]}}}
Onde {\displaystyle [HA]} indica a concentração molar do ácido {\displaystyle HA} numa solução aquosa..
A constante de acidez {\displaystyle K_{a}} é proporcional a concentração dos ions formados. Portanto, quanto maior o valor de {\displaystyle K_{a}} mais ionizado é o ácido, consequentemente maior a sua força.
A constante de acidez depende da temperatura.
Quando a ionização ocorrer por etapas haverá uma constante de acidez para cada etapa:
Primeira etapa: {\displaystyle H_{2}A+H_{2}O\leftrightarrow HA^{-}+H_{3}O^{+}}
{\displaystyle K_{a1}={\frac {[HA^{-}]\cdot \left[{\mbox{H}}_{3}{\mbox{O}}^{+}\right]}{[H_{2}A]}}}
Segunda etapa: {\displaystyle HA^{-}+H_{2}O\leftrightarrow A^{2-}+H_{3}O^{+}}
{\displaystyle K_{a2}={\frac {[A^{2-}]\cdot \left[{\mbox{H}}_{3}{\mbox{O}}^{+}\right]}{[HA^{-}]}}}
A acidez pode também ser expressa pelo {\displaystyle pK_{a}}:
{\displaystyle pK_{a}=-\log {K_{a}}} (cologaritmo do {\displaystyle K_{a}})
Quanto maior o valor de {\displaystyle K_{a}} maior a força do ácido. Menor valor de {\displaystyle K_{a}}, menor a extensão da dissociação. Um ácido fraco tem um valor de {\displaystyle pK_{a}} na faixa de aproximadamente −2 a 12 em água. Ácidos com um valor de {\displaystyle pK_{a}} menor que aproximadamente −2 são ditos ácidos fortes; um ácido forte é quase totalmente dissociado em solução aquosa, sendo que a concentração do ácido não dissociado é indetectável. Valores de {\displaystyle pK_{a}} para ácidos fortes podem, entretanto, ser estimados por meios teóricos ou por extrapolação de medições em solventes não aquosos nos quais a constante de dissociação é menor, tais como acetonitrila e dimetilsulfóxido. Tal constante possui mais de um valor em ácidos polipróticos,  sendo cada um equivalente ao {\displaystyle pK_{a}}de cada próton. 

## Relação entre opKa{\displaystyle pK_{a}}e o ponto isoelétrico
Pode-se relacionar os valores do {\displaystyle pK_{a}}e do ponto isoelétrico de um ácido mono e poliprótico a partir do gráfico da titulação de uma base no ácido desejado. Ácidos polipróticos que apresentem valores de {\displaystyle pK_{a}}muito próximos apresentarão pontos estequiométricos mais próximos e não tão evidentes quanto um ácido poliprótico cujos valores de {\displaystyle pK_{a}} sejam mais discrepantes. Além disso, ácidos polipróticos apresentam tantos pontos estequiométricos em seu gráfico de titulação quanto hidrogênios ionizáveis.